# Microdonacia bidentata
Microdonacia bidentata es una especie de insecto coleóptero de la familia Chrysomelidae, descrita en 1992 por Reid.